# Apogonia laticeps
Apogonia laticeps är en skalbaggsart som beskrevs av Moser 1913. Apogonia laticeps ingår i släktet Apogonia och familjen Melolonthidae. Inga underarter finns listade i Catalogue of Life.